# Стивън Коткин
Стивън Коткин (на английски: Stephen Mark Kotkin) е американски историк, политолог, съветолог. Професор по история и директор на програмата по русистика на Принстънския университет.

## Биография
Стивън Коткин завършва Рочестърския университет през 1981 г. След това получава магистърска степен по история при Реджиналд Зелник и Мартин Малия в Калифорнийския университет в Бъркли (1983). В същия университет защитава и дисертацията си през 1988 г.
Най-голяма известност му носи книгата Магнитната планина: Сталинизмът като цивилизация, която анализира всекидневния живот в съветския град Магнитогорск през 30-те години на ХХ век.
Коткин често пише по въпроси на руското общество в популярната американска преса и в частност – в The New Republic.
През 1989 година гостува в СССР по покана на завеждащия отдел в ЦК на КПСС Егор Лихачов.